# Nandouta
Nandouta est une petite ville du Togo située dans la Préfecture de Bassar, dans la région de la Kara

## Géographie
Nandouta est situé à environ 49 km de Kara

## démographie
La population est formée majoritairement par l'ethnie Moba.

## Vie économique
- Atelier de tissage

## Lieux publics
- École primaire